# 克里斯托弗·托德·多纳霍
克里斯托弗·托德·多纳霍（英語：Christopher Todd Donahue；1969年8月13日—）是美国陆军四星上将，现任美國歐非陸軍司令。在他的职业生涯中，克里斯托弗·托德·多纳霍曾在美国陆军和特种作战部队出任参谋和指挥职务。

## 生平

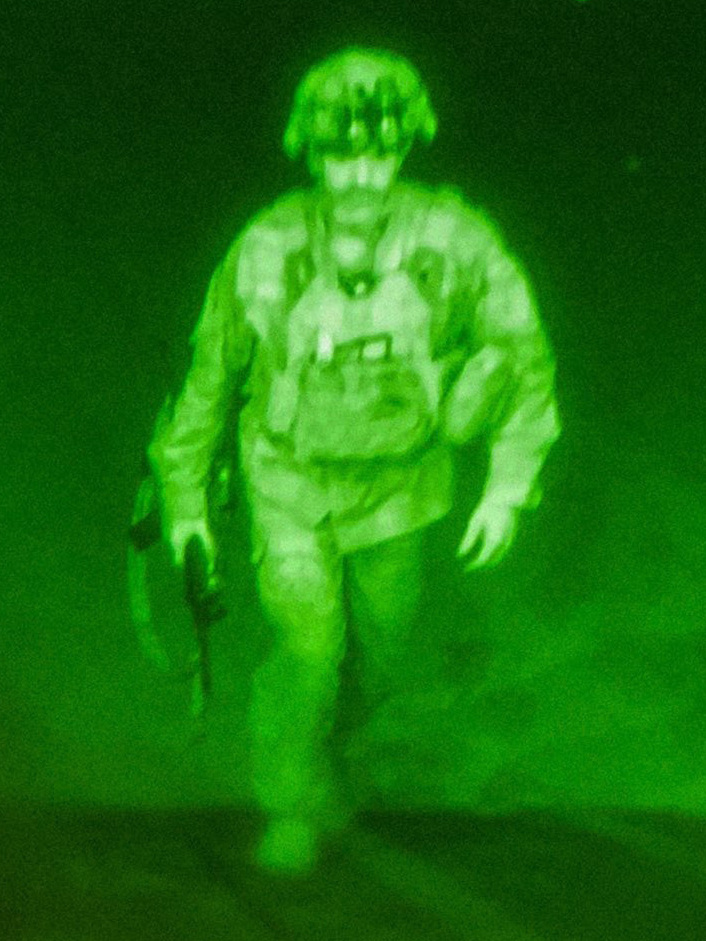
克里斯托弗·托德·多纳霍在喀布尔机场登上一架C-17运输机，他是最后一名离开阿富汗的美国军人。

1969年8月13日，克里斯托弗·托德·多纳霍出生在美国。克里斯托弗·托德·多纳霍在海军指挥和参谋学院、海军战争学院取得硕士学位，2013年他在哈佛大学完成陆军战争学院学习。
从纽约西点军校毕业后，1992年，克里斯托弗·托德·多纳霍被任命为步兵部队的少尉。克里斯托弗·托德·多纳霍的第一份军事任务是出任驻扎在韩国的美国第八军团陆军第2步兵师步枪排队长，随后在路易斯安那州波尔克堡和第75游骑兵团第三突击营出任连长。克里斯托弗·托德·多纳霍随后被任命为巴拿马科贝营第87步兵团第5营步枪连指挥官。1998年，克里斯托弗·托德·多纳霍调任第75游骑兵团第2营出任助理作战官、步枪连长和总部连长。随后，克里斯托弗·托德·多纳霍被派往华盛顿特区出任美国参谋长联席会议主席特别助理。2002年，克里斯托弗·托德·多纳霍自愿参加并且完成了一项选拔和培训操作员的课程，之后被分配到北卡罗来纳州布拉格堡陆军第一特种部队作战分队——三角洲特种部队。
克里斯托弗·托德·多纳霍还曾出任诸多领导职位，如：助理作战官、中队作战官、中队执行官、部队指挥官、选拔和训练分队指挥官、指挥官。克里斯托弗·托德·多纳霍在上述岗位上的部署包括持久自由军事行动、伊拉克战争和坚定决心行动。克里斯托弗·托德·多纳霍参加了美国陆军在东欧、中东、西南亚和非洲的秘密行动。
克里斯托弗·托德·多纳霍最近的职位包括：联合特种作战司令部作战总监；本宁堡美国陆军步兵学校校长；美國陸軍第4步兵師副司令；J-37联合参谋部特别行动和反恐任务副主任；2019年至2020年任北约特种作战部队司令部和特种作战联合特遣部队驻阿富汗支援任务司令部少将；2020年至2021年，他出任美国陆军第82空降师指挥官。
2021年8月30日，克里斯托弗·托德·多纳霍是最后一名离开阿富汗的美国士兵，同时终止了盟军避难行动，标志着2021年喀布尔国际机场撤侨行动中美军撤出阿富汗行动正式结束。
2022年3月，接替邁克爾·E·庫里拉出任美國陸軍第18空降軍軍長，同時晉升中將。
2024年12月，接替達瑞爾·威廉斯出任美國歐非陸軍司令，同時晉升上將。

## 奖章和勋章
| “美国军事奖章”                                                                                            |                              |
| Bronze oak leaf cluster                                                                                   | 国防部优秀服役奖章           |
| Bronze oak leaf cluster · Bronze oak leaf cluster                                                         | 军团优异勋章                 |
| V · Bronze oak leaf cluster · Bronze oak leaf cluster · Bronze oak leaf cluster · Bronze oak leaf cluster | 铜星勋章                     |
| | 国防部军功奖章               |
| Bronze oak leaf cluster                                                                                   | 服役有功奖章                 |
| Bronze oak leaf cluster                                                                                   | 嘉奖奖章                     |
| Bronze oak leaf cluster                                                                                   | 美国陆军嘉奖奖章             |
| | 美国陆军成就奖章             |
| “美国部队服役奖章”                                                                                        |                              |
| | 总统単位表彰                 |
| | 联合功劳个人奖励             |
| | 勇敢部队奖                   |
| | 功绩単位嘉奖                 |
| | 优秀单位奖                   |
| “美军服务奖章、勋章和绶带”                                                                                |                              |
| Bronze star                                                                                               | 国防部服役奖章               |
| Silver star · Bronze star                                                                                 | 伊拉克参战奖章               |
| Bronze star · Bronze star                                                                                 | 阿富汗参战奖章               |
| Bronze star                                                                                               | 内在决心运动奖章             |
| | 全球反恐战争远征奖章         |
| | 反恐战争服役奖章             |
| | 武装部队服役章               |
| | 韩国国防服役奖章             |
| | 美国陆军黎巴嫩服役奖章       |
| | 北约国际安全援助部队服役奖章 |
| | 美国陆军黎巴嫩服役奖章       |

| “徽章” |                                    |
|        | 战斗步兵章                         |
|        | 美国陆军游骑兵徽章                 |
|        | 美国伞兵徽章                       |
|        | 军事自由落体伞兵徽章               |
|        | 空中突击徽章                       |
|        | 洪都拉斯伞兵徽章                   |
|        | 第75游骑兵团特殊部队徽章           |
|        | 美国参谋长联席会议徽章             |
|        | 美国陆军第82空降师作战勤务识别徽章 |
|        | 美国特种作战司令部作战服务识别徽章 |
|        | 10 海外服役绶带                    |